# Klöverhumla
Klöverhumla (Bombus distinguendus) är en insekt i överfamiljen bin (Apoidea).

## Beskrivning
Klöverhumlan är en ganska stor art med lång tunga. Drottningen blir omkring 20 millimeter lång. Den är orangebrun på ovansidan med ett svart band mellan vingfästena på mellankroppen. Undersidan är oftast vit.

## Utbredning
Klöverhumlan finns från norra Norden, Irland och Skottlands västkust söderut till Jurabergen, norra Italien, Karpaterna och österut via Centraleuropa och Sibirien till inre Mongoliet, Altaj och Sajanbergen samt vidare till kusten och Sachalin. Den har också påträffats i Alaska. Den är försvunnen från Belgien, Schweiz och Nederländerna samt starkt hotad i Tyskland och Norge.

I Sverige har arten gått tillbaka kraftigt från 1960-talet och framåt, och är numera (mitten av 2020-talet) nära total utrotning i Sydsverige. Förutom de äldre kulturlandskapen i Dalsland, Västmanland och Uppland, där den förekom i alla fall i början på 2000-talet, finns den numera främst längs Norrlandskusten.
I Finland finns arten i södra halvan av landet, dock senast observerad 1969 på Åland, med ungefärlig nordgräns från Norra Österbotten till Kajanaland. Enstaka observationer har gjorts längre norrut, den nordligaste i Kilpisjärvi i nordvästligaste Lappland år 1967.

## Ekologi
I gamla världen förekommer klöverhumlan framför allt i öppna kulturlandskap, där den främst flyger till ärtväxter som rödklöver, skogsklöver, vickerarter, getväppling, strandvial och lupiner, i strävbladiga växter som vallört och blåeld, samt i korgblommiga växter som tistlar.
I Nordamerika lever den i tajga- och tundraområdena och flyger till arter som ärtväxter som buskväpplingar och lupiner, ranunkelväxter som stormhattar samt näveväxter som nävor. Boet är oftast underjordiskt, i övergivna sorkbon och dess gångar, men kan också inrättas i tuvor och övergivna smågnagarbon. Det är mycket litet, och innehåller knappast mer än 40 arbetare.

## Hotbild
På grund av klöverhumlans förkärlek för öppna odlingslandskap har den starkt påverkats av förbuskning samt åtgärder som täckdikning och skogsplantering. Ärtväxternas tillbakagång och det faktum att höskörden numera ofta sker före rödklöverblomningen har också missgynnat arten. Klimatförändringarna, speciellt den ökade frekvensen av värmeböljor, kan även spela en roll för artens nedgång. I bland annat Skottland har ökande fårskötsel lett till ett större betestryck på blomsterrika marker, och därmed en nergång för arten.
I Finland är dock arten klassificerad som livskraftig ("LC").